# فلتوودز (ویرجینیای غربی)
فلتوودز(به انگلیسی: Flatwoods) شهری در ایالت ویرجینیای غربی کشور ایالات متحده آمریکا است که جمعیت آن در سرشماری سال ۲۰۱۰ میلادی، ۲۷۷ نفر بوده‌است.